# Paraskiewa Piatnica
Paraskiewa Piatnica (dosł. Paraskiewa Piątek; biał. Параске́ва Пя́тніца, ros. Параске́ва Пя́тница, ukr. Параске́ва П'я́тниця) – zmitologizowany wizerunek w tradycji ludowej przede wszystkim Słowian wschodnich, oparty na personifikacji piątku jako dnia tygodnia i kulcie świętych Paraskiewy z Ikonium, zwanej Piatnicą, i Paraskiewy Serbskiej. Według wielu badaczy, na Paraskewię Piatnicę zostały przeniesione niektóre cechy i funkcje głównej kobiecej postaci mitologii słowiańskiej, Mokoszy, której wizerunek związany jest z pracą kobiet (przędzeniem, szyciem itp.), z małżeństwem i rodzeniem dzieci, z wilgocią ziemi, jednak zbieżność ta została poddana naukowej krytyce, a w rzeczywistości wizerunek Paraskiewy ma wyłącznie prawosławne korzenie. W tradycji ludowej wizerunek Paraskiewy Piatnicy korelował również z wizerunkiem Bogurodzicy, świętej Anastazji z Dalmacji oraz Niedzieli jako spersonifikowanym obrazem niedzieli.
Imię Paraskiewa wywodzi się ze starogreckiego Παρασκευή (Paraskeuḗ) oznaczającego ‘piątek’ .

## Wierzenia wschodniosłowiańskie
U Słowian wschodnich Paraskiewa Piatnica jest spersonifikowaną reprezentacją piątego dnia tygodnia. W związku z tym wierzono, że piątek jest świętem poświęcony Piatnicy, i w te dni obowiązywały specjalne zakazy: kobiety nie powinny prząść, gotować, prać, wyjmować popiołu z pieca, mężczyźni nie mogli orać i bronować . Piatnica nadzorowała przestrzegania piątkowych zakazów i karała za ich nieprzestrzeganie .
Jedna z uchwał Soboru Stu Rozdziałów (1551) była poświęcona potępieniu takich przesądów:

A po pohostach i po wioskach chodzą fałszywi prorocy, mężczyźni, kobiety, dziewczęta i stare baby, nadzy i bosi, a ich włosy są potargane i rozpuszczone, trzęsą się i zabijają. I mówią, że święta Piatnica i święta Anastazja przychodzą do nich i rozkazują im nakazać chrześcijanom przestrzeganie ich praw. I nakazują chrześcijanom w środę i piątek, aby nie wykonywali pracy fizycznej, i kobietom żeby nie przędły, nie prały swoich sukien i nie rozpalały kamieni.

Niektórzy autorzy uważają “bożkowate” rzeźbiarskie wizerunki świętych zachowane w niektórych miejscach w XIX i na początku XX wieku za echo słowiańskich wierzeń przedchrześcijańskich. Częściej niż inne spotykało się rzeźbę Paraskewy Piatnicy, i to nie tylko u Rosjan, ale i u sąsiednich ludów. Dawniej w kaplicach na terenach inorodeckich “umieszczano z grubsza rzeźbione w drewnie wizerunki św. Paraskiewy i św. Mikołaja Ugodnika […] Wszystkie rzeźbione wizerunki św. Paraskiewy i św. Mikołaja mają wspólną nazwę piątków”. Rosjanie mieli szeroko rozpowszechnione rzeźby: “drewniany malowany posąg Piatnicy, czasem w postaci kobiety w orientalnym stroju, a czasem w postaci prostej kobiety w poniowie i łapciach”. Posąg Paraskiewy “był umieszczany w kościołach w specjalnych skrzyniach, a ludzie modlili się przed tym bożkiem”.

Błyszczące srebrem jak rybie łuski na dnie studni są griwienniki i piatiałtynniki […] różne dzieła sztuki kobiecej są przekazywane lub rzucane wprost do studni, często z głośnym oświadczeniem o bezpośrednim celu darowizny: szyte ubrania w postaci koszul, ręczniki do ozdoby wieńczyka i twarzy, wyczesane konopie lniane lub wyprostowane gotowe nici, a także wełna (owcza) (“Świętej na pończochy!”, “Matki Piątkowej na fartuch!” – krzyczą kobiety w takich przypadkach).
– Siergiej Maksimow

Na cześć Paraskiewy Piatnicy w dawnych czasach na skrzyżowaniach dróg i poboczach stawiano specjalne słupy z wizerunkiem świętej, które nazywano jej imieniem. Słupy te przypominały przydrożne kapliczki lub krzyże i były uważane za miejsca święte .
Rosjanie modlili się do Paraskiewy Piatnicy o ochronę przed śmiercią zwierząt gospodarskich, zwłaszcza krów. Świętą uważano również za uzdrowicielkę ludzkich dolegliwości, zwłaszcza diabelskiej obsesji, gorączki, bólu zębów, głowy i innych chorób. Na cześć świętej Paraskiewy istniały specjalne modlitwy, które noszono na szyi i uważano za chroniące przed różnymi chorobami. Kwiaty, zioła i inne dodatki do wizerunku Paraskiewy Piatnicy były również uważane za jeden z najskuteczniejszych środków leczniczych i dlatego były przechowywane z roku na rok jako ważna pomoc w leczeniu. W przypadku jakiejkolwiek choroby chłopi gotowali je w wodzie i używali tego wywaru do picia .
Słowianie mieli również apokryficzną opowieść O dwunastu piątkach i związanym z nimi kalendarzu piątkowym – 12 szczególnie honorowanych piątkach, w których wymagany był ścisły post. Uważano ją za “babią świętą”.

Opowieść o 12 piątkach i ich zabobonnej czci istnieje również na Zachodzie. Osobą uosabiającą piątek jest św. Wenus, zupełnie identyczna z naszą Paraskiewą; jej życie ma wiele podobieństw do życia Paraskiewy. Do chrześcijańskiego kultu piątku na Zachodzie dołączyły pogańskie wspomnienia piątku jako dnia poświęconego w starożytnym Rzymie Wenus, a w Niemczech Frei (piątek – Freitag) .
– Słownik encyklopedyczny Brockhausa i Efrona, artykuł “Piatnica”

Typologicznie Paraskiewa Piatnica ma podobieństwa do tadżyckiej Bibi-Seszanbi (‘Pani-Wtorek’), i mitologicznych wizerunków kobiet przędących przędzę losu (grecki Mojra, nordyckie Norny).

## Wizerunek
Wizerunek Paraskiewy Piatnicy według popularnych wierzeń znacznie różni się od ikonograficznego, gdzie jest ona przedstawiana jako ascetycznie wyglądająca kobieta w czerwonym maforionie. Rzeźbiona ikona Paraskiewy Piatnicy z wioski Iljeszy jest powszechnie znana. Jest ona uważana za cudotwórczą ikonę w Rosyjskim Kościele Prawosławnym i znajduje się w świątyni Sobóru Trójcy Świętej w Petersburgu.
Popularne wyobrażenia czasami obdarzały Paraskiewę Piatnicę demonicznymi cechami: wysokim wzrostem, długimi rozpuszczonymi włosami, dużymi piersiami, które zarzucała za plecy itp., co zbliża ją do kobiecych postaci mitologicznych, takich jak Doli, Śmierci, rusałek. W XVIII wieku odnotowano obrzęd “prowadzenia Piatnicy”: „W Małorosji, w połku starodubowskim, w specjalne święto prowadzą prostowłosą kobietę pod imieniem Piatnicy i zabierają ją do kościoła, a w kościele ludzie obsypują ją prezentami i oczekują jakiejś korzyści”.
Według ukraińskich wierzeń Piatnica chodziła nakłuta igłami i wrzecionami nieostrożnych gospodyń domowych, które nie czciły świętej i jej dni. Do XIX wieku w Ukrainie istniał zwyczaj “prowadzenia Piatnicy” – kobiety z rozpuszczonymi włosami.
We wróżbach i duchowych poematach Paraskiewa Piatnica narzeka, że nie jest czczona przez ludzi, którzy nie przestrzegają zakazów w piątki: kłują ją wrzecionami, kręcą jej włosami i zatykają jej oczy paździerzem. Zgodnie z wierzeniami, ikony przedstawiają Paraskiewę Piatnicę ze szprychami lub wrzecionami wystającymi z jej piersi (por. Ikonę Matki Bożej „Siedmiostrzelna” lub Ikonę Matki Bożej „Łagodząca Złe Serca”).

## W kalendarzu ludowym
Dniem jej poświęconym był 15?/28 października.
Obchody dziewiątego piątku po Wielkanocy były szeroko rozpowszechnione wśród Rosjan. W Solikamsku tego dnia wspominano cudowne ocalenie miasta przed najazdem Nogajów i Mansów w 1547 roku.
W powiecie nikolskim w guberni wołogodzkiej w dziewiąty piątek istniał zwyczaj “tworzenia jednodniowego całunu”: dziewczęta zbierały się razem, pocierały len, przędły i tkały zasłonę na ten dzień.
U Komiaków mieszkających wzdłuż rzeki Waszka, dziewiąty piątek był nazywany “Najpiękniejszym Dniem Chorych” (komi: Заветной лун висьысьяслӧн). Wierzono, że w tym dniu cudowna ikona Paraskiewy Piatnicy (komi: Параскева-Пекнича) z kaplicy we wsi Kriwoj Nawołok może przynieść uzdrowienie chorym. Wciąż istnieje tradycja procesji nad rzekę Kier-ju, gdzie starsze kobiety i dziewczęta obmywają myją ikony świątynne i domowe w wodzie pobłogosławionej przez ikonę Paraskiewy Piatnicy. Woda jest uważana za świętą przez trzy dni po święcie, jest pobierana i zabierana ze sobą. Zanurzanie ikon w stojącej wodzie jest uważane za grzech.